# Алагоана-ду-Сертан-ду-Сан-Франсиску (микрорегион)

Алагоана-ду-Сертан-ду-Сан-Франсиску на карте.

Алагоана-ду-Сертан-ду-Сан-Франсиску (порт. Microrregião da Alagoana do Sertão do São Francisco) — микрорегион в Бразилии, входит в штат Алагоас. Составная часть мезорегиона Сертан штата Алагоас. Население составляет 79 632 человека (на 2010 год). Площадь — 1358,231 км². Плотность населения — 58,63 чел./км².

## Демография
Согласно сведениям, собранным в ходе переписи 2010 г. Национальным институтом географии и статистики (IBGE), население микрорегиона составляет:						
| Полное население                             | Полное население                             | Полное население                             | Полное население                             | 79 632 |
| -------------------------------------------- | -------------------------------------------- | -------------------------------------------- | -------------------------------------------- | ------ |
| в том числе:                                 | Городское население                          | 52 070                                       | Процент городского населения, %              | 65,39  |
|                                              | Сельское население                           | 27 562                                       | Процент сельского населения, %               | 34,61  |
|                                              | Мужское население                            | 38 624                                       | Процент мужского населения, %                | 48,50  |
|                                              | Женское население                            | 41 008                                       | Процент женского населения, %                | 51,50  |
| Плотность населения, чел/км²                 | Плотность населения, чел/км²                 | Плотность населения, чел/км²                 | Плотность населения, чел/км²                 | 58,63  |
| Население микрорегиона в % к населению штата | Население микрорегиона в % к населению штата | Население микрорегиона в % к населению штата | Население микрорегиона в % к населению штата | 2,55   |

## Состав микрорегиона
В составе микрорегиона включены следующие муниципалитеты:
1. Делмиру-Говея
2. Олью-д’Агуа-ду-Казаду
3. Пираньяс